# PIGS
PIGS je pokrata prvi put korištena 2008. za skupinu europskih država koju čine Portugal, Italija, Grčka i Španjolska - sve članice eurozone s visokim državnim dugom i gospodarskom krizom. Skraćenica „PIGS”  skovana je uporabom početnih slova ovih država u medijima u državama engleskoga govornoga područja. Budući da imenica pigs označava također i svinje, skraćenica se službeno ne koristi. 
Usporedno s europskom dužničkom krizom 2010. često se Italija zamjenjuje s Irskom. Ponekad se koriste obje države, Italija i Irska pod skraćenicom PIIGS.
Tijekom 2011. skraćenica PIIGS djelomično je zamijenjena skraćenicom GIPSI i na kraju s GIIPS. Željelo se izbjeći bilo kakva poredba sa svinjama i Romima (engl. Gypsy).